# Ligesvævende temperatur
Ligesvævende temperatur er den mest almindelige måde at stemme musikinstrumenter på. I dette system stemmes oktaven rent. Derpå stemmes tonerne imellem, så intervallerne mellem tonerne er ens. Dette betyder, at man uhindret kan skifte toneart uden instrumentet skal stemmes om. Til gengæld er oktaven det eneste helt rene interval. Hvis instrumenter, der er stemt i ren stemning bruges sammen med instrumenter stemt i ligesvævende temperatur, vil forskellen kunne høres.
| Tone        | Frekvens |
| ----------- | -------- |
| c1          | 261,6    |
| cis1 = des1 | 277,2    |
| d1          | 293,7    |
| dis1 = es1  | 311,1    |
| e1          | 329,6    |
| f1          | 349,2    |
| fis1 = ges1 | 370,0    |
| g1          | 392,0    |
| gis1 = as1  | 415,3    |
| a1          | 440,0    |
| ais1 = b1   | 466,2    |
| h1          | 493,9    |
| c2          | 523,3    |

| Musik | Spire Denne musikartikel er en spire som bør udbygges. Du er velkommen til at hjælpe Wikipedia ved at udvide den. |